# Berlin-Fennpfuhl
Berlin-Fennpfuhl  est un quartier de l'Est de Berlin, faisant partie de l'arrondissement de Lichtenberg. Avant la réforme de l'administration de 2001, il faisait partie du district de Lichtenberg. Ressorti d'un grand lotissement (Plattenbau) des années 1970 et 1980, il compte parmi les quartiers les plus densément peuplés de la ville. 

## Géographie

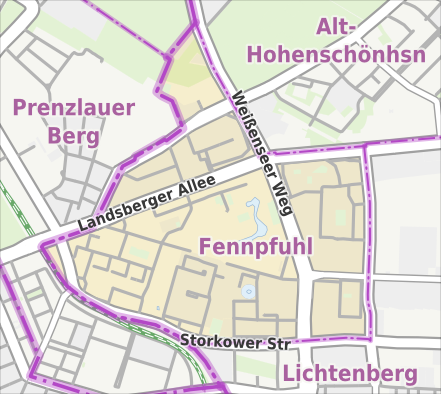
Carte de Fennpfuhl et des quartiers limitrophes.

Le quartier est situé sur le plateau de Barnim sur la bordure occidentale de l'arrondissement, adjacent à l'arrondissement de Pankow à l'Ouest. Au Sud-Est, Fennpfuhl confine aux quartier de Lichtenberg ; au Nord-Est, il s'étend jusqu'au quartier d'Alt-Hohenschönhausen. Le territoire comprend un grand parc autour d'une étendue d'eau fermée (Fenn) appartenant à une chaîne de lacs glaciaires qui s'étend des hauteurs du plateau. 
La Landsberger Allee, l'une des principales artères de Berlin vers l'Est, traverse le quartier. La ligne de la Ringbahn constitue la limite sud-ouest. 

## Population
Le quartier comptait 32 782 habitants le 1er janvier 2017 selon le registre des déclarations domiciliaires.

## Transports

### Gares de S-Bahn
Ringbahn     :
Landsberger Allee
Storkower Straße